# 凫山羲皇庙遗址
凫山羲皇庙遗址，位于山东省济宁市邹城市郭里镇爷娘庙村凫山，是中华人民共和国文物保护单位之一。
2006年12月7日，授予山东省文物保护单位，是一座古遗址。2019年10月，列入第八批全国重点文物保护单位。